# Kościół Matki Bożej Królowej Świata w Dobrej

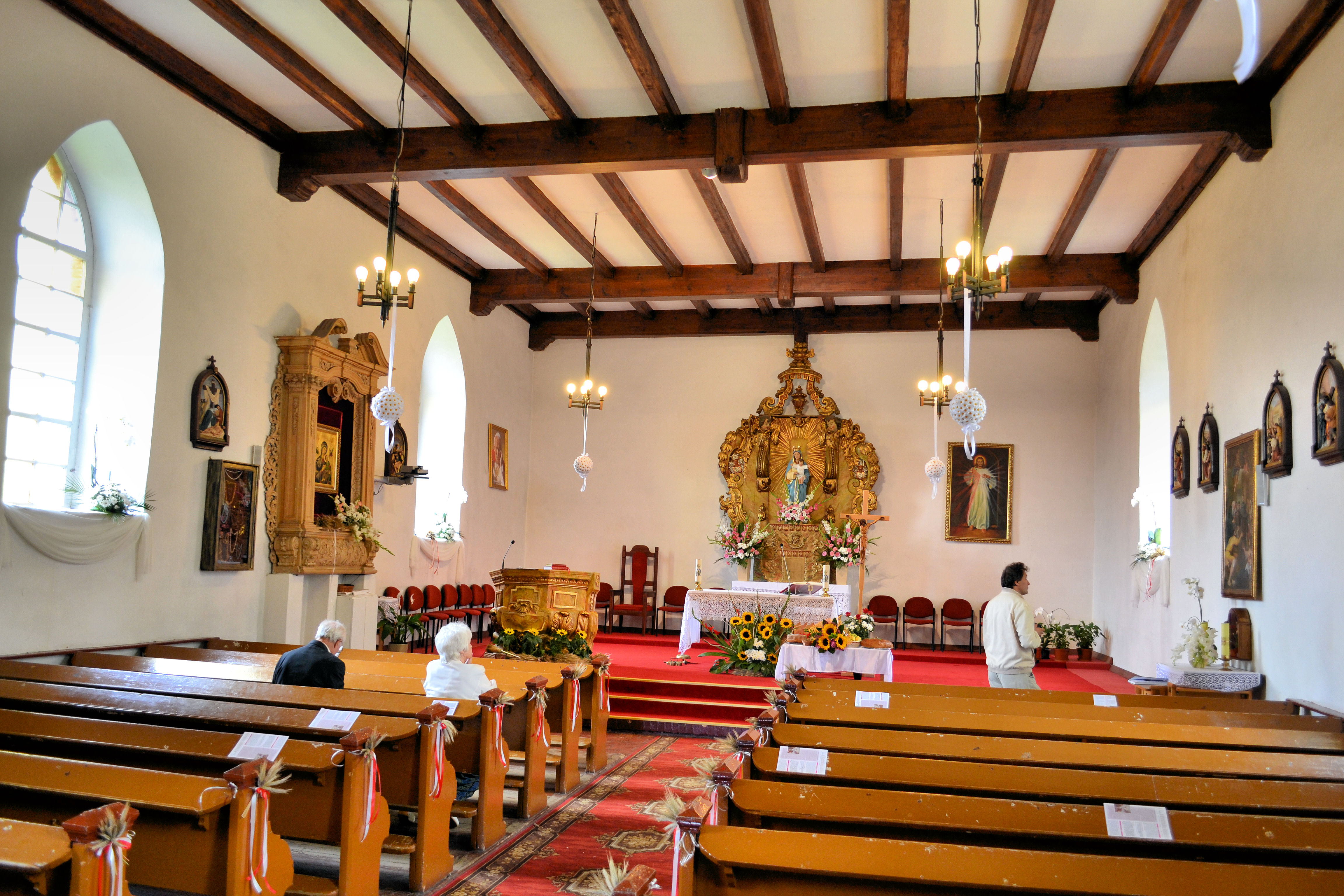
Wnętrze kościoła

Kościół Matki Bożej Królowej Świata w Dobrej – kamienno-ceglana świątynia o prostej architekturze (bez wieży oraz wydzielonego prezbiterium), jedyny relikt średniowiecznej zabudowy wsi Dobra koło Szczecina.

## Historia
Kościół został wybudowany ok. 1270 r. z kostki granitowej. Przy narożniku północno-wschodnim posiadał nieistniejącą już zakrystię (śladem po niej jest rzadko spotykana narożna przypora). W 1770 dobudowano do ściany południowej kruchtę oraz przebudowano okna w prezbiterium (na ścianie wschodniej), a wnętrze świątyni przekryto drewnianym stropem belkowym. W 1875 wybudowano ceglane, schodkowe zwieńczenia ścian szczytowych, przebudowano i powiększono okna na ścianach bocznych korpusu nawowego oraz dobudowano do ściany północnej kruchtę podobną do tej przy ścianie południowej. Kościół był remontowany w drugiej połowie XX w.

## Opis budowli
Kościół orientowany, wykonany z kwadr granitowych, które jedynie w dolnych partiach murów obwodowych tworzą czytelne warstwy. W partii zachodniej, przy ścianie południowej i północnej dwie przybudówki o podobnych rozmiarach kryte dachem dwuspadowym. Na ścianach obwodowych widoczne z zewnątrz liczne przebudowy otworów okiennych. Wnętrze kościoła przykryte stropem drewnianym, belkowanym.

## Wyposażenie
- barokowy ołtarz główny o niespotykanej na Pomorzu formie[1]. Jest to przekształcony, dawny ołtarz ambonowy. Czasza ambony została odjęta od ołtarza i ustawiona w prezbiterium na podłodze. Ołtarz nie posiada baldachimu. Nastawa ołtarzowa ma formę szerokiej, promieniście kanelowanej pośrodku płyty ozdobionej po bokach potężnymi uszakami z ornamentem roślinnym i wolutami. Oba uszaki różnią się od siebie (nie stanowią swojego zwierciadlanego odbicia). Nie wiadomo czy jest to zamierzony efekt artystyczny twórcy ołtarza, czy też wynik jego nieudolności lub pomyłki. Nie można także wykluczyć, że różnice te powstały w okresie późniejszym i są wynikiem uszkodzenia ołtarza. Ołtarz ozdobiony jest dwoma niewielkimi herbami rodów: Blankensee i Perband[1].
- epitafium Bogusława Ernesta von Ramin. Epitafium pochodzi z drugiej połowy XVIII w.[1] Zdobione jest ornamentyką roślinną (po bokach) oraz wolutami (u góry). Brak płyty inskrypcyjnej.
- dzwon o średnicy 1 m, odlany w 1862 w szczecińskiej firmie C. Wossa[4] (Vossa[1]).
- wyposażenie zaginione po 1945: epitafium Berndta Ludwiga von Ramin, świecznik z brązu z XVIII w., srebry kielich, dzwon z końca XVII w.[1]